# Crepidomanes rothertii
Crepidomanes rothertii är en hinnbräkenväxtart som först beskrevs av Cornelis Rugier Willem Karel van Alderwerelt van Rosenburgh, och fick sitt nu gällande namn av Edwin Bingham Copeland. Crepidomanes rothertii ingår i släktet Crepidomanes och familjen Hymenophyllaceae. Inga underarter finns listade.